# Pelite Lake
Der Pelite Lake (englisch für Pelitsee) ist ein See mit einem Durchmesser von etwa 200 m an der Ingrid-Christensen-Küste des ostantarktischen Prinzessin-Elisabeth-Lands. In den Vestfoldbergen liegt er auf einer vereisten Moräne.
Das Antarctic Names Committee of Australia benannte ihn nach den Bänken aus Pelit oberhalb der Eiskliffs am Westufer des Sees.